# Liste der Wappen im Landkreis Mecklenburgische Seenplatte
Diese Liste beinhaltet alle in der Wikipedia gelisteten Wappen im Landkreis Mecklenburgische Seenplatte in Mecklenburg-Vorpommern (Deutschland). Aufgeführt sind die Wappen des Landkreises, seiner Vorgängerkreise, Städte und Gemeinden.

## Landkreis Mecklenburgische Seenplatte und Vorgängerkreise
| Landkreis                   | Wappen | Kommentare |
| --------------------------- | ------ | --- |
| Mecklenburgische Seenplatte |        | Beschlossen vom Kreistag am 2. Dezember 2013, genehmigt durch den Innenminister von Mecklenburg-Vorpommern am 11. März 2014: „Gespaltet und durch Wellenschnitt halbgeteilt; vorn in Gold ein halber hersehender Stierkopf am Spalt mit geschlossenem Maul, ausgeschlagener roter Zunge mit silbernem Horn; hinten oben in Silber ein aufgerichteter golden bewehrter roter Greif mit aufgeworfenem Schweif, unten in Blau sieben silberne Wellenfäden.“ |
| Demmin                      |        | Genehmigt durch den Innenminister von Mecklenburg-Vorpommern am 8. Juni 1995: „Halbgeteilt und gespalten, von oben in Gold ein hersehender schwarzer Stierkopf mit geschlossenem Maul, ausgeschlagener roter Zunge und silbernen Hörnern, auf der Stirn eine goldene Fürstenkrone, von der fünf abwechselnd mit Lilien und Perlen besteckte Zinken sichtbar sind, hinten in Blau eine schwebende, gezinnte silberne Burg mit geöffnetem begattertem Tor und einem Zinnenturm, dessen Spitzdach mit einer Lilie bekrönt ist und dessen drei Geschosse mit je drei betagleuchteten Fenstern versehen sind, von unten geteilt: oben in Rot ein wachsender silberner Greif, unten von Gold und Blau geschacht.“ |
| Mecklenburg-Strelitz        |        | Genehmigt durch den Innenminister von Mecklenburg-Vorpommern am 8. Juni 1995: „Das Wappen zeigt, gespalten und halbgeteilt; vorn in Blau eine gezinnte silberne Mauer mit einem spitzbedachten Zinnenturm; hinten oben in Gold ein hersehender schwarzer Stierkopf mit geöffnetem Maul, silbernen Zähnen, ausgeschlagener roter Zunge, silbernen Hörnern und abgerissenem Halsfell, dessen Randung bogenförmig ausgeschnitten ist und sieben Spitzen zeigt; hinten unten in Rot ein silbernes Malteserkreuz.“ |
| Müritz                      |        | Genehmigt durch den Innenminister von Mecklenburg-Vorpommern am 25. März 1995: „Über einem vierfach gezinnten roten Mauerschildfuß mit offenem Tor, darin silbergewelltes blaues Wasser, von Gold und Blau gespalten; vorn ein hersehender schwarzer Stierkopf mit silbernen Hörnern, geschlossenem Maul, ausgeschlagener roter Zunge und goldener Krone, die fünf abwechselnd mit Lilien und Perlen besteckte Zinken zeigt; hinten ein silberner Fischadler mit geschlossenem Flug und einem silbernen Fisch in den Fängen.“ |
| Neubrandenburg              |        | Genehmigt durch den Innenminister von Mecklenburg-Vorpommern ????: „Schräg geteilt durch eine nach links verbreiterte, oben silbern besäumte blaue Wellenleiste; oben in Rot ein aus dem linken Obereck hervorgehender silberner rechter Frauenarm, bekleidet mit einem silbernen Puffärmel und einer um den Unterarm gebundene silberne Schleife, zwischen Daumen und Zeigefinger einen dimantbesetzten goldenen Ring haltend; unten in Gold ein schwebendes rotes Stadttor mit offenem Spitzbogentor, fünfstufigem Giebel, fünf betagleuchteten Spitzbogenfenstern balkenweise und zwei spitzbedachten Seitentürmen mit je einem schwarzen Spitzbogenfenster.“                                            |

## Ämter
Folgende Ämter führen kein eigenes Wappen und keine eigene Flagge. Als Dienstsiegel führen sie das kleine Landessiegel
- mit dem Wappenbild des Landesteils Mecklenburg, einem hersehenden Stierkopf mit abgerissenem Halsfell und Krone:

| - Amt Friedland - Amt Malchin am Kummerower See | - Amt Malchow - Amt Mecklenburgische Kleinseenplatte | - Amt Neustrelitz-Land - Amt Neverin - Amt Penzliner Land | - Amt Röbel-Müritz - Amt Seenlandschaft Waren | - Amt Stargarder Land - Amt Stavenhagen - Amt Woldegk |

- mit dem Wappenbild des Landesteils Vorpommern, einem aufgerichteten Greifen mit aufgeworfenem Schweif:

| - Amt Demmin-Land | - Amt Treptower Tollensewinkel |

## Städte und Gemeinden
Folgende Gemeinden führen kein eigenes Wappen und keine eigene Flagge. Als Dienstsiegel führen sie das kleine Landessiegel
- mit dem Wappenbild des Landesteils Mecklenburg, einem hersehenden Stierkopf mit abgerissenem Halsfell und Krone:

| - Altenhof - Beseritz - Blankenhof - Blankensee - Blumenholz - Bollewick - Bredenfelde - Briggow - Breesen - Brunn - Buchholz - Bütow - Eldetal - Faulenrost - Fünfseen | - Galenbeck - Godendorf - Gotthun - Grammentin - Groß Kelle - Groß Miltzow - Groß Nemerow - Groß Plasten - Grünow - Gülzow - Hohenzieritz - Hohen Wangelin - Holldorf - Jürgenstorf - Kieve | - Kittendorf - Klein Vielen - Klocksin - Knorrendorf - Kratzeburg - Kublank - Kuckssee - Lärz - Leizen - Lindetal - Melz - Möllenbeck - Mölln - Moltzow - Neddemin | - Neetzka - Neuenkirchen - Nossentiner Hütte - Peenehagen - Pragsdorf - Priborn - Priepert - Ritzerow - Röckwitz - Schloen-Dratow - Schönbeck - Schönhausen - Schwarz | - Sietow - Silz - Staven - Südmüritz - Userin - Voigtsdorf - Vollrathsruhe - Warrenzin - Wokuhl-Dabelow - Wolde - Wustrow - Zettemin - Zislow |

- mit dem Wappenbild des Landesteils Vorpommern, einem aufgerichteten Greifen mit aufgeworfenem Schweif:

| - Altenhagen - Bartow - Beggerow - Borrentin - Burow - Gnevkow | - Golchen - Grapzow - Grischow - Groß Teetzleben - Gültz - Hohenbollentin | - Hohenmocker - Kentzlin - Kletzin - Kriesow - Lindenberg - Meesiger | - Nossendorf - Pripsleben - Sarow - Schönfeld - Siedenbollentin - Siedenbrünzow | - Sommersdorf - Tützpatz - Utzedel - Verchen - Werder - Wildberg |

| Stadt oder Gemeinde                 | Wappen                                        | Kommentare |
| ----------------------------------- | --------------------------------------------- | --- |
| Gemeinde Alt Schwerin,              | Wappen der Gemeinde Alt Schwerin              | Genehmigt durch den Innenminister von Mecklenburg-Vorpommern am 12. Mai 2006 und unter der Nr. 300 der Wappenrolle des Landes Mecklenburg-Vorpommern eingetragen: „“ |
| Stadt Altentreptow,                 | Wappen der Stadt Altentreptow                 | Genehmigt durch den Innenminister von Mecklenburg-Vorpommern am ???? und unter der Nr. 25 der Wappenrolle des Landes Mecklenburg-Vorpommern eingetragen: „In Silber auf grünem Rasen eine rote Burg mit breitem, spitzbedachtem und gezinntem Torgebäude und zwei spitzbedachten und gezinnten Türmen; die Dächer besteckt mit goldenen Windfahnen; das Dach des Torgebäudes erklimmt links ein roter Greif mit goldener Bewehrung. Im Schildfuß fließen drei silberne Bäche, vereint durch das offene Tor der Burg.“ (Das Wappen wurde 1996 neu gezeichnet.) |
| Gemeinde Ankershagen,               | Wappen der Gemeinde Ankershagen               | Genehmigt durch den Innenminister von Mecklenburg-Vorpommern am 11. Juni 2002: „In Gold eine blaue Wellenleiste, begleitet: oben von fünf grünen Eichenblättern (2:3 gestellt), unten von einem roten gotischen Schild, belegt mit einem goldenen Anker.“ |
| Gemeinde Basedow,                   | Wappen der Gemeinde Basedow                   | Genehmigt durch den Innenminister von Mecklenburg-Vorpommern am 30. Januar 1998 und unter der Nr. 150 der Wappenrolle des Landes Mecklenburg-Vorpommern eingetragen: „In Rot ein silberner linksgewendeter schwarzbeiniger Hahn mit schwarzem Schnabel und zwei schwarzen Federn im Schwanz.“ |
| Stadt Burg Stargard,                | Wappen der Stadt Burg Stargard                | Wappen und Flagge genehmigt durch den Innenminister von Mecklenburg-Vorpommern am 21. November 2003 und unter der Nr. 214 der Wappenrolle des Landes Mecklenburg-Vorpommern eingetragen: „In Silber ein goldbewehrter roter Adler.“ |
| Gemeinde Carpin,                    | Wappen der Gemeinde Carpin                    | Genehmigt durch den Innenminister von Mecklenburg-Vorpommern am 13. August 2013 und unter der Nr. 348 der Wappenrolle des Landes Mecklenburg-Vorpommern eingetragen: „Geteilt durch einen goldenen Schräglinksbalken, belegt mit sechs grünen Buchenblättern, oben in Rot ein schräg fliegender silberner Seeadler mit ausgebreiteten Flügeln, unten in Blau ein silberner Karpfen.“ |
| Gemeinde Cölpin,                    | Wappen der Gemeinde Cölpin                    | Genehmigt durch den Innenminister von Mecklenburg-Vorpommern am 14. August 2007 und unter der Nr. 316 der Wappenrolle des Landes Mecklenburg-Vorpommern eingetragen: „In Rot auf erniedrigtem blauen Wellenschildfuß, darin ein silberner Wellenfaden, einen schwimmenden, golden beschnabelten silbernen Schwan, überhöht von drei goldenen Deckelbechern balkenweise.“ |
| Stadt Dargun,                       | Wappen der Gemeinde Dargun                    | Genehmigt durch den Innenminister von Mecklenburg-Vorpommern am ???? und unter der Nr. ? der Wappenrolle des Landes Mecklenburg-Vorpommern eingetragen: „Halb gespalten und geteilt; oben: vorn in Gold ein hersehender, gold gekrönter schwarzer Stierkopf mit aufgerissenem roten Maul, silbernen Zähnen, ausgeschlagener roter Zunge, in sieben Spitzen abgerissenem Halsfell und silbernen Hörnern; hinten in Silber ein aufgerichteter, gold bewehrter roter Greif; unten in Blau ein liegender goldener Abtstab.“ |
| Gemeinde Datzetal,                  | Wappen der Gemeinde                           | Genehmigt durch den Innenminister von Mecklenburg-Vorpommern am 14. August 2003: „In Gold ein blauer Wellenschrägfaden, begleitet: oben von einer roten Rose, unten von einem sechsspeichigen, zwölfschaufligen roten Mühlrad.“ |
| Stadt Demmin,                       | Wappen der Gemeinde                           | Genehmigt durch den Innenminister von Mecklenburg-Vorpommern am 31. Januar 2001 und unter der Nr. ? der Wappenrolle des Landes Mecklenburg-Vorpommern eingetragen: „In Gold eine gezinnte rote Burg mit einem größeren geöffneten, schwarz begatterten Mitteltor und zwei kleineren offenen Seitentoren, zwei spitzbedachten und mit je einer halben silbernen Lilie besteckten Zinnentürmen, deren zwei Geschosse mit je drei betagleuchteten Fenstern versehen sind; zwischen den Türmen schwebt ein rechts gelehnter Schild: in Silber ein aufgerichteter, goldbewehrter roter Greif; auf dem Schild ein goldgekrönter blauer Spangenhelm mit rot-silbernen Decken und einem natürlichen Pfauenfederbusch.“ |
| Gemeinde Feldberger Seenlandschaft, | Wappen der Gemeinde Feldberger Seenlandschaft | 2013 genehmigte der Innenminister von Mecklenburg-Vorpommern der Gemeinde Feldberger Seenlandschaft, das nachstehend beschriebene Wappen zu führen, das zuvor schon bis 1999 die damalige Stadt Feldberg führte: „Über blauem Schildfuß, darin drei silberne Wellen übereinander, in Silber aus der Schildteilung wachsend eine rote Mauer mit einem torlosen gezinnten roten Burgturm mit schwarzem rechteckigen Fenster zwischen zwei Mauerzinnen.“ |
| Gemeinde Fincken,                   | Wappen der Gemeinde Fincken                   | Genehmigt durch den Innenminister von Mecklenburg-Vorpommern am ???? und unter der Nr. ? der Wappenrolle des Landes Mecklenburg-Vorpommern eingetragen: „In Gold eine rote Rundscheune mit flachem schwarzen Kegeldach, schwarzem Fachwerk im oberen Mauerteil und einem geschlossenen schwarzen Tor zwischen zwei kleinen schwarzen Rundbogenfenstern im unteren Mauerteil; darunter drei (2:1) schreitende blaue Finken mit je einem goldenen Auge.“ |
| Stadt Friedland,                    | Wappen der Stadt Friedland                    | Das 1997 neugezeichnete Wappen wurde unter der Nr. 129 der Wappenrolle des Landes Mecklenburg-Vorpommern eingetragen: „In Silber ein doppelter roter Mauerbogen, der im Schnittpunkt unten in eine Lilie ausläuft, mit drei roten Türmen, von denen der mittlere eine durch Streben gestützte Mauerplatte mit fünf Zinnen trägt, die niedrigen Seitentürme je ein Fenster und je eine Mauerplatte mit vier Zinnen haben; darunter die Brustbilder zweier blauer Geharnischter mit goldener Helmspange und goldenem Gurt, der zur Rechten in der rechten Hand ein silbernes Schwert mit goldenem Griff und in der linken Hand eine goldene Lanze mit silberner Spitze, der zur Linken in der rechten Hand ein silbernes Schwert mit goldenem Griff und in der linken Hand eine goldene Fahnenstange mit silberner Spitze und einer quergestreiften rot-silbernen Fahne, zwischen den Geharnischten ein gotischer Schild, darin in Silber ein roter Adler.“ |
| Gemeinde Gielow,                    | Wappen der Gemeinde Gielow                    | Wappen und Flagge genehmigt durch den Innenminister von Mecklenburg-Vorpommern am 3. Juli 2003 und unter der Nr. 279 der Wappenrolle des Landes Mecklenburg-Vorpommern eingetragen: „In Grün ein gestürztes goldenes Hufeisen mit acht grünen Nagellöchern; zwischen den Stollen ein goldener Abtsstab mit abgebrochenem Schaft.“ |
| Gemeinde Göhren-Lebbin,             | Wappen der Gemeinde Göhren-Lebbin             | Genehmigt durch den Innenminister von Mecklenburg-Vorpommern am 22. Februar 2000 und unter der Nr. 204 der Wappenrolle des Landes Mecklenburg-Vorpommern eingetragen: „Gespalten; vorn in Rot ein silberner Schlüssel mit nach außen gewendetem Bart; hinten in Gold ein schwebender blauer Turm mit geschweifter Haube und goldenem Knauf, zwei betagleuchteten Rundbogenfenstern und einem schwarzen Eulenloch im oberen Turmsegment.“ |
| Gemeinde Grabowhöfe,                | Wappen der Gemeinde Grabowhöfe                | Wappen und Flagge der damaligen Gemeinde Vielist genehmigt durch den Innenminister von Mecklenburg-Vorpommern am 30. März 2007 und unter der Nr. 310 der Wappenrolle des Landes Mecklenburg-Vorpommern eingetragen, in Rechtsnachfolge fortgeführt: „Unter blauem Schildhaupt, darin ein silbernes Segelflugzeug in Frontansicht, in Gold ein rotes Zahnrad, belegt mit einer goldenen Ähre.“ |
| Gemeinde Ivenack,                   | Wappen der Gemeinde Ivenack                   | Genehmigt durch den Innenminister von Mecklenburg-Vorpommern im Jahre 2017 und unter der Nr. 362 der Wappenrolle des Landes Mecklenburg-Vorpommern eingetragen: „In Gold, belegt mit einem Schrägeck, darin ein silberner linksgewendeter Pferdekopf, eine grüne bewurzelte Eiche mit fünf grünen Früchten, eine rot-silberne in zwei Reihen geschachte erniedrigte Leiste überdeckend.“ |
| Gemeinde Jabel,                     | Wappen der Gemeinde Jabel                     | Genehmigt durch den Innenminister von Mecklenburg-Vorpommern am 25. November 2009 und unter der Nr. 329 der Wappenrolle des Landes Mecklenburg-Vorpommern eingetragen: „Über blauem Schildfuß, darin drei goldene Wellenfäden, gespalten: Vorn in Gold ein aus dem rechten Schildrand hervorbrechender, links gewendeter, silbern gehörnter, schwarzer Wisentkopf, hinten in Gold ein halber roter Apfelbaum am Spalt mit grünen Blättern und drei roten Früchten.“ |
| Gemeinde Kargow,                    | Wappen der Gemeinde Kargow                    | Genehmigt durch den Innenminister von Mecklenburg-Vorpommern am 18. April 2005 und unter der Nr. 295 der Wappenrolle des Landes Mecklenburg-Vorpommern eingetragen: „In Blau ein goldener Adlerkopf über zwei schräggekreuzten goldenen Ähren.“ |
| Gemeinde Klink,                     | Wappen der Gemeinde Klink                     | Genehmigt durch den Innenminister von Mecklenburg-Vorpommern am 10. November 2003 und unter der Nr. … der Wappenrolle des Landes Mecklenburg-Vorpommern eingetragen: „Wellenförmig gespalten; vorn in Blau ein nach links schreitender goldener Fischreiher; hinten in Gold ein schwebender, spitzbedachter roter Turm mit vier Fenstern übereinander.“ |
| Gemeinde Kummerow,                  | Wappen der Gemeinde Kummerow                  | Wappen und Flagge genehmigt durch den Innenminister von Mecklenburg-Vorpommern 2014 und unter der Nr. … der Wappenrolle des Landes Mecklenburg-Vorpommern eingetragen: „Über blauem erniedrigten Wellenschildfuß in Gold ein nach links zwei Blätter und dazwischen eine Traube treibender roter Weinstock, begleitet rechts von zwei roten Hasenköpfen.“ |
| Stadt Malchin,                      | Wappen der Stadt Malchin                      | Das 1994 neu gezeichnete Wappen wurde genehmigt durch Friedrich Franz II., Großherzog von Mecklenburg[-Schwerin], am 10. April 1858 und unter der Nr. 50 der Wappenrolle des Landes Mecklenburg-Vorpommern eingetragen: „In Gold zwischen zwei schwebenden roten Türmen mit je vierfach gezinnter, beiderseits abgestützter Platte und sieben (1:2:2:2) betagleuchteten Fenstern, ein hersehender, gold gekrönter schwarzer Stierkopf mit geschlossenem Maul, ausgeschlagener roter Zunge und silbernen Hörnern, überhöht von einem roten Tatzenkreuz.“ |
| Stadt Malchow,                      | Wappen der Stadt Malchow                      | Genehmigt durch Friedrich Franz II., Großherzog von Mecklenburg[-Schwerin], am 10. April 1858 und unter der Nr. 76 der Wappenrolle des Landes Mecklenburg-Vorpommern eingetragen: „In Blau eine goldene Mauer mit zwei Türmen mit bogenförmigen Stützen, Zinnenkränzen, Spitzdächern und Knäufen; zwischen den Türmen oben ein goldenes Herz, darunter ein silberner Vogelkopf, der im Schnabel einen goldenen Ring mit silbernem Stein hält.“ |
| Stadt Mirow,                        | Wappen der Stadt Mirow                        | Das 1997 neu gezeichnete Wappen wurde genehmigt durch den Innenminister von Mecklenburg-Strelitz am 12. Februar 1921 und unter der Nr. 148 der Wappenrolle des Landes Mecklenburg-Vorpommern eingetragen: Das Wappen zeigt: „halbgespalten und geteilt von Rot, Silber und Gold, vorn oben ein silbernes Johanniter-(Malteser-) Kreuz, hinten oben einen schräg links stehenden grünen Palmenzweig, unter einem hersehenden schwarzen Stierkopf mit silbernen Hörnern, goldener Krone, aufgerissenem Maul, ausgeschlagener roter Zunge und abgerissenen Halsfell, das bogenförmig ausgeschnitten ist und sieben Spitzen zeigt.“ |
| Gemeinde Möllenhagen,               | Wappen der Gemeinde Möllenhagen               | Genehmigt durch den Innenminister von Mecklenburg-Vorpommern am 30. Januar 2003 und unter der Nr. ? der Wappenrolle des Landes Mecklenburg-Vorpommern eingetragen: „Gespalten; vorn in Rot ein goldener links gewendeter Flügel; hinten in Gold zwei schräg gekreuzte blaue Rodehacken, überhöht von einem blauen Mühlenstein.“ |
| Kreisstadt Neubrandenburg,          | Wappen der Kreisstadt Neubrandenburg          | Das Wappen wurde am 11. Mai 1966 durch Beschluss der Stadtverordnetenversammlung bestätigt, 1994 neu gezeichnet und unter der Nr. 40 der Wappenrolle des Landes Mecklenburg-Vorpommern eingetragen: „Das Wappen zeigt auf silbernem Schild ein rotes zweipfortiges, spitzbogiges Stadttor, bekrönt durch sechs Zinnen und zwei Spitztürme, zwischen denen ein blauer Kübelhelm mit rotem Adlerfluge steht.“ |
| Stadt Neukalen,                     | Wappen der Peenestadt Neukalen                | Genehmigt durch Friedrich Franz II., Großherzog von Mecklenburg[-Schwerin], am 10. April 1858 und unter der Nr. 131 der Wappenrolle des Landes Mecklenburg-Vorpommern eingetragen: „Das Wappen zeigt als Sinnbild für die Peenestadt Neukalen auf silbernem Grund ein rotes Stadttor, bestehend aus zwei gezinnten Seitentürmen und einer runden Wölbung, auf welcher ein breiter Turm mit Zinnen und spitzem Dach ruht. Unter dieser Wölbung steht als Zeichen der Landesangehörig-keit das vollständige Wappen (Schild und Helm) Rostocker Fürsten,der Gründer der Stadt: auf goldenem Schild der gekrönte schwarze Rostocker Stierkopf, darüber der Kübelhelm der Rostocker Fürsten mit einer Rosette aus Pfauenfedern.“ |
| Stadt Neustrelitz,                  | Wappen der Gemeinde                           | Genehmigt 1731 durch Adolf Friedrich III., Herzog zu Mecklenburg [-Strelitz], und unter der Nr. 216 der Wappenrolle des Landes Mecklenburg-Vorpommern eingetragen: „In gespaltenem Schild vorn in Rot ein aus einer silbernen Wolke am Spalt wachsender silberner Arm mit Ärmel, an dessen Saum eine fliegende Schleife, in der Hand ein goldener diamantenbesetzter Ring; hinten in Gold ein hersehender schwarzer Stierkopf mit aufgerissenem Maul, silbernen Zähnen, ausgeschlagener roter Zunge, abgerissenem Halsfell, dessen Randung bogenförmig ausgeschnitten ist und sieben Spitzen zeigt und mit silbernen Hörnern, auf der Stirn eine goldene Fürstenkrone, von der fünf mit Blattornamenten und Perlen abwechselnd besteckte Zinken sichtbar sind.“ |
| Gemeinde Neverin,                   | Wappen der Gemeinde                           | Genehmigt durch den Innenminister von Mecklenburg-Vorpommern am 7. Juli 2000 und unter der Nr. 211 der Wappenrolle des Landes Mecklenburg-Vorpommern eingetragen: „In Blau ein aus dem Unterrand emporkommender silberner Turm mit sich nach oben verjüngendem Schaft, ausladendem Geschoss mit zwei schwarzen Fenstern und schwarzem Fachwerk, überstehendem roten Spitzdach, besteckt mit rotem Knauf; beseitet von je einem schwarzen Eichenzweig mit drei silbernen Blättern.“ |
| Stadt Penzlin,                      | Wappen der Stadt Penzlin                      | Genehmigt durch den Innenminister von Mecklenburg-Vorpommern am 24. April 2003 und unter der Nr. 91 der Wappenrolle des Landes Mecklenburg-Vorpommern eingetragen: „Gespalten, vorn am Spalt ein halber schwarzer Stierkopf mit silbernen Hörnern, ausgeschlagener roter Zunge und einer halben goldenen Lilie auf dem Kopf, hinten neunmal von Rot und Silber geteilt.“ |
| Gemeinde Rechlin,                   | Wappen der Gemeinde Rechlin                   | Genehmigt durch den Innenminister von Mecklenburg-Vorpommern am 5. November 1990 und unter der Nr. 1 der Wappenrolle des Landes Mecklenburg-Vorpommern eingetragen: „In Rot vier schräglinks endende silberne Seitenkeile und drei schräglinks gestellte blaue Pfeilspitzen.“ |
| Stadt Röbel/Müritz,                 | Wappen der Stadt Röbel-Müritz                 | Genehmigt durch den Innenminister von Mecklenburg-Vorpommern am 4. Dezember 1998 und unter der Nr. 71 der Wappenrolle des Landes Mecklenburg-Vorpommern eingetragen: „Das Wappen zeigt einen Schild, gespalten von Gold und Blau; vorn am Spalt ein halber hersehender schwarzer Stierkopf mit silbernen Hörnern, goldener Krone und ausgeschlagener roter Zunge, rechts oben begleitet von einem sechsstrahligen blauen Stern; hinten ein aufrechter goldener Schlüssel mit linksgekehrtem Bart.“ |
| Gemeinde Rosenow,                   | Wappen der Gemeinde Rosenow                   | Genehmigt durch den Innenminister von Mecklenburg-Vorpommern am 5. Februar 2013 und unter der Nr. 344 der Wappenrolle des Landes Mecklenburg-Vorpommern eingetragen: „Unter blauem Schildhaupt, darin ein schreitender silberner Fuchs, in Gold ein hersehender goldgekrönter schwarzer Stierkopf mit geschlossenem Maul, ausgeschlagener roter Zunge und silbernen Hörnern, darunter sechs sich berührende goldbesamte rote Rosen mit grünen Kelchblättern halbkreisförmig“ |
| Gemeinde Sponholz,                  | Wappen der Gemeinde Sponholz                  | Genehmigt der damaligen Geinde Sponhloz durch den Innenminister von Mecklenburg-Vorpommern am 19. April 1996 und unter der Nr. 99 der Wappenrolle des Landes Mecklenburg-Vorpommern eingetragen. Fortführung des Wappens in Rechtsnachfolge der am 13. Juni 2004 aus Sponholz und Warlin neugebildeten Gemeinde Sponholz genehmigt durch den Innenminister von Mecklenburg-Vorpommern am 31. März 2010, eingetragen unter der Nr. 332 der Wappenrolle des Landes Mecklenburg-Vorpommern: „In Rot eine schräglinks liegende goldene Krone, durchsteckt von einem silbernen Schrägbalken mit zwei abgespreizten, an den Enden eingerollten Spänen, von denen der obere nach links und der untere nach rechts gerichtet ist.“ |
| Stadt Stavenhagen,                  | Wappen der Stadt Stavenhagen                  | Genehmigt durch Friedrich Franz II., Großherzog von Mecklenburg[-Schwerin], am 10. April 1858 und unter der Nr. 13 der Wappenrolle des Landes Mecklenburg-Vorpommern eingetragen: „In Gold ein hersehender, gold gekrönter schwarzer Stierkopf mit geschlossenem Maul, ausgeschlagener roter Zunge und silbernen Hörnern.“ |
| Gemeinde Stuer,                     | Wappen der Gemeinde Stuer                     | Genehmigt durch den Innenminister von Mecklenburg-Vorpommern am 23. Januar 2018 und unter der Nr. 365 der Wappenrolle des Landes Mecklenburg-Vorpommern eingetragen: „Durch eine eingebogene goldene Spitze, darin eine schwarze Kirche mit Helmdach und betagleuchteter Tür im Kirchenschiff, begleitet rechts von einem und links von zwei betagleuchteten Fenster, gespalten; vorn in Rot ein goldenes Schwert mit der Spitze nach unten, hinten in Blau ein goldener Äskulapstab über drei goldenen Wellenleisten.“ (Entwurf: Dirk Müller, Dresden) |
| Gemeinde Torgelow am See,           | Wappen der Gemeinde Torgelow am See           | Genehmigt durch den Innenminister von Mecklenburg-Vorpommern am 14. Januar 2003 und unter der Nr. 273 der Wappenrolle des Landes Mecklenburg-Vorpommern eingetragen: „In Gold über einem blauen Wellenschildfuß vorn ein links gewendeter roter Auerochsenkopf mit abgerissenem Halsfell und silbernen Hörnern, hinten ein grünes Eichenblatt mit schwarzem Stiel, daran zwei grüne Früchte.“ |
| Gemeinde Trollenhagen,              | Wappen der Gemeinde Trollenhagen              | Genehmigt durch den Innenminister von Mecklenburg-Vorpommern am ???? und unter der Nr. ? der Wappenrolle des Landes Mecklenburg-Vorpommern eingetragen: „In Grün ein silberner Milan auf einem unterhalb, vierspeichigen goldenen Zahnrad mit sechzehn Zähnen, die mittlere Speiche belegt mit einer grünen Eichel, zwischen den Speichen je eine goldene Eichel.“ |
| Gemeinde Walow,                     | Wappen der Gemeinde Walow                     | Genehmigt durch den Innenminister von Mecklenburg-Vorpommern am 10. Juli 1992, bestätigt am 27. Juni 1995, und unter der Nr. 61 der Wappenrolle des Landes Mecklenburg-Vorpommern eingetragen: „In Silber ein linker blauer Pfahlfaden, begleitet vorn von einer dreistufigen roten Giebelfront eines Hauses mit vier pfahlweise angeordneten schwarzen Rundbogenfenstern, in den mittleren eine silberne Säule.“ |
| Stadt Waren (Müritz),               | Wappen der Stadt Waren (Müritz)               | Genehmigt durch den Innenminister von Mecklenburg-Vorpommern am genehmigt am 27. September 1993 und unter der Nr. 44 der Wappenrolle des Landes Mecklenburg-Vorpommern eingetragen: „Das Wappen der Stadt Waren (Müritz) zeigt in Gold die Front einer gezinnten roten Rundmauer mit offenem Tor und zwei großen, spitzbedachten Zinnentürmen auf grünem Anger, bespült von blauen Wellen; zwischen den Türmen auf der Mauer die vordere Hälfte eines herschauenden, nach rechts schreitenden schwarzen Stiers mit silbernen Hörnern und goldener Krone; über dem Haupt des Stieres ein schwebender blauer Topfhelm mit zwei an gekreuzten grünen Stangen befestigten Pfauenfederrosetten in natürlichen Farben.“ (Das Wappen wurde ursprünglich am 10. April 1858 von Großherzog Friedrich Franz II. von Mecklenburg[-Schwerin] festgelegt und 1993 neu gezeichnet.)                                                                                     |
| Stadt Wesenberg,                    | Wappen der Stadt Wesenberg                    | Genehmigt durch den Innenminister von Mecklenburg-Vorpommern am ???? und unter der Nr. 219 der Wappenrolle des Landes Mecklenburg-Vorpommern eingetragen: „In Silber auf grünem Hügel drei rote Türme; der mittlere ein Rundturm mit Spitzdach und goldenem Hochkreuz; die äußeren Zinnentürme mit zwei wachsenden, einander zugewandten, goldbewehrten, roten Adlerköpfen.“ |
| Gemeinde Woggersin,                 | Wappen der Gemeinde                           | Genehmigt durch den Innenminister von Mecklenburg-Vorpommern am ???? und unter der Nr. ? der Wappenrolle des Landes Mecklenburg-Vorpommern eingetragen: „Geteilt durch einen Wellenschnitt; oben in Gold drei silberne Schneeglöckchen mit beblättertem grünen Stiel balkenweise, unten in Grün ein linksgewendeter, abgerissener, goldener rot gezungter Wolfskopf mit silbernen Zähnen.“ |
| Stadt Woldegk,                      | Wappen der Stadt Woldegk                      | Genehmigt durch den Innenminister von Mecklenburg-Vorpommern am ???? und unter der Nr. ? der Wappenrolle des Landes Mecklenburg-Vorpommern eingetragen: „In Silber einen bewurzelten grünen Eichbaum mit Blättern und Früchten; zwischen den Zweigen ein schwebender roter Adler mit goldener Bewehrung.“ |
| Gemeinde Wulkenzin,                 | Wappen der Gemeinde                           | Genehmigt ????: „Wellenförmig gespalten; vorn in Blau ein goldener Schlüssel mit rückgewendetem Bart; hinten in Gold ein aufgerichteter roter Fuchs.“ |
| Gemeinde Zirzow,                    | Wappen der Gemeinde Zirzow                    | Genehmigt durch den Innenminister von Mecklenburg-Vorpommern am 18. September 2001 und unter der Nr. 252 der Wappenrolle des Landes Mecklenburg-Vorpommern eingetragen: „In Silber ein vierspeichiges, zwölfschaufliges rotes Mühlrad, darüber drei (1:2) fünfblättrige, goldbesamte rote Rosen mit grünen Kelchblättern.“ |

### Ehemalige Städte und Gemeinden
| Stadt oder Gemeinde                          | Wappen                                             | Kommentare |
| -------------------------------------------- | -------------------------------------------------- | --- |
| Alt Rehse, Stadt Penzlin                     | Wappen der ehemaligen Gemeinde Alt Rehse           | Wappen und Flagge genehmigt durch den Innenminister von Mecklenburg-Vorpommern am 1. April 1997 und unter der Nr. 122 der Wappenrolle des Landes Mecklenburg-Vorpommern eingetragen: „Über blauem Wellenschildfuß, darin ein silberner Fisch, gespalten; vorn in Gold eine rote Giebelfront eines Fachwerkhauses mit zwei Fenstern; hinten in Rot drei (1:2) goldene Lindenblätter.“ Am 1. Juli 2008 wurde Alt Rehse in die Stadt Penzlin eingemeindet. |
| Feldberg, Gemeinde Feldberger Seenlandschaft | Wappen der ehemaligen Stadt Feldberg (Mecklenburg) | 2013 genehmigte der Innenminister von Mecklenburg-Vorpommern der Gemeinde Feldberger Seenlandschaft, das nachstehend beschriebene Wappen zu führen, das zuvor schon bis 1999 die damalige Stadt Feldberg führte.: „Über blauem Schildfuß, darin drei silberne Wellen übereinander, in Silber aus der Schildteilung wachsend eine rote Mauer mit einem torlosen gezinnten roten Burgturm mit schwarzem rechteckigen Fenster zwischen zwei Mauerzinnen.“ Am 13. Juni 1999 schlossen sich die Stadt Feldberg (Mecklenburg) und die Gemeinden Conow, Dolgen, Lichtenberg und Lüttenhagen zur neugebildeten Gemeinde Feldberger Seenlandschaft zusammen. |
| Groß Gievitz, Gemeinde Peenehagen            | Wappen der ehemaligen Gemeinde Groß Gievitz        | Wappen und Flagge genehmigt durch den Innenminister von Mecklenburg-Vorpommern am 2. Februar 2007 und unter der Nr. 308 der Wappenrolle des Landes Mecklenburg-Vorpommern eingetragen: „Unter goldenem Wellenschildhaupt, darin ein laufender roter Fuchs, in Blau eine ausgerissene, fünfblättrige goldene Eiche mit vier goldenen Früchten.“ Zum 1. Januar 2012 schlossen sich die Gemeinden Groß Gievitz, Hinrichshagen und Lansen-Schönau zur neugebildeten Gemeinde Peenehagen zusammen. |
| Remplin, Stadt Malchin                       | Wappen der ehemaligen Gemeinde                     | Genehmigt am 23. Mai 1996: „Geviert; Feld 1 und 4: in Gold zwei flache blaue Doppelsparren; Feld 2 und 3: in Rot zwei schwebende, mit Spickeln besetzte goldene Stabbalken, oben vier Spickel, unten drei.“ Am 7. Juni 2009 wurde Remplin in die Stadt Malchin eingemeindet. |
| Salow, Gemeinde Datzetal                     | Wappen der ehemaligen Gemeinde                     | Genehmigt am 27. Juli 1999: „In Blau ein silberner Schrägbalken, belegt mit drei roten Rosen, begleitet beiderseits von einem vierspeichigen, zwölfschaufeligen silbernen Mühlrad.“ Am 1. Januar 2003 schlossen sich die Gemeinden Sadelkow und Salow zur neugebildeten Gemeinde Datzetal zusammen. |
| Schwichtenberg, Gemeinde Galenbeck           | Wappen der ehemaligen Gemeinde Schwichtenberg      | Genehmigt am 22. Dezember 1998: „In Silber ein doppelter roter Mauerbogen, der im Schnittpunkt unten in eine gestürzte heraldische Lilie ausläuft, mit drei roten Türmen, der mittlere mit einer durch Streben gestützten, fünffach gezinnten Platte, die niedrigeren Seitentürme mit je einer vierfach gezinnten Platte und einem betagleuchteten Fenster; darunter auf grünem Hügel ein grüner Eichenstumpf mit zwei auswärts geneigten Seitentrieben mit je zwei Blättern und einer Frucht.“ Am 1. Januar 2003 schlossen sich die Gemeinden Schwichtenberg, Kotelow und Wittenborn zur neugebildeten Gemeinde Galenbeck zusammen. |
| Sponholz, Gemeinde Sponholz                  | Wappen der ehemaligen Gemeinde Sponholz            | Genehmigt durch den Innenminister von Mecklenburg-Vorpommern am 19. April 1996 und unter der Nr. 99 der Wappenrolle des Landes Mecklenburg-Vorpommern eingetragen: „In Rot eine schräglinks gestellte goldene Krone, durchsteckt von einem silbernen Schrägbalken mit zwei abgespreizten, an den Enden eingerollten Spänen, von denen der obere nach links und der untere nach rechts gerichtet ist.“ Am 13. Juni 2004 schlossen sich die Gemeinden Sponholz und Warlin zu einer neugebildeten Gemeinde zusammen, die beschloss, Namen und Wappen der bisherigen Gemeinde Sponholz fortzuführen. Fortführung des Wappens genehmigt durch den Innenminister von Mecklenburg-Vorpommern am 31. März 2010 und eingetragen unter der Nr. 332 der Wappenrolle des Landes Mecklenburg-Vorpommern. |
| Stubbendorf, Gemeinde Dargun                 | Wappen der ehemaligen Gemeinde Stubbendorf         | Wappen und Flagge genehmigt am 27. Dezember 2002 und unter der Nummer 272 in die Wappenrolle des Landes Mecklenburg-Vorpommern eingetragen: „In Grün zwei schräg gekreuzte goldene Sensen, darunter ein goldener Baumstumpf.“ Am 13. Juni 2004 wurde Stubbendorf nach Dargun eingemeindet. |
| Vielist, Gemeinde Grabowhöfe                 | Wappen der ehemaligen Gemeinde                     | Wappen und Flagge genehmigt durch den Innenminister von Mecklenburg-Vorpommern am 30. März 2007 und unter der Nr. 310 der Wappenrolle des Landes Mecklenburg-Vorpommern eingetragen: „Unter blauem Schildhaupt, darin ein silbernes Segelflugzeug in Frontansicht, in Gold ein rotes Zahnrad, belegt mit einer goldenen Ähre.“ Zum 1. Januar 2013 wurde Vielist in die Gemeinde Grabowhöfe eingemeindet, welche Wappen und Flagge in Rechtsnachfolge fortführt. |
| Vipperow, Gemeinde Südmüritz                 | Wappen der ehemaligen Gemeinde Vipperow            | Genehmigt durch den Innenminister von Mecklenburg-Vorpommern am 4. Februar 2003 und unter der Nr. 275 der Wappenrolle des Landes Mecklenburg-Vorpommern eingetragen: „Unterm grünen Schildhaupt in Gold über einem blauen Schildfuß ein laufender schwarzer Eber mit silberner Bewehrung.“ Zum 26. Mai 2019 schlossen sich die Gemeinden Vipperow und Ludorf zur neugebildeten Gemeinde Südmüritz zusammen. |